# Трошарина (Београд)
Трошарина је насеље у београдској општини Вождовац.

## Карактеристике
Трошарина се налази на раскрсници улица Булевар ослобођења, Кружни пут Вождовачки, Војводе Степе и Црнотравска. Некада је била посебан пункт на коме се наплаћивала такса за улаз у град. Поред робе, на трошаринама контролисали су се и људи, јер није могао свако да уђе град. Посебно се обраћала пажња о особинама и сумњивој прошлости и онима који би својим понашањем и изгледом могли да наруше безбедност и углед престонице.
У 19. веку на Трошарину се наплаћивао трошарина (порез за робу која је улазила у српску престоницу. Ту се се куповала и дрва по чему је ово насеље добило име. Подручје је полустамбеног типа и индустријске средине. Оно је обухватало и војну касарну „Степа Степановић“, на чијем месту је фебруара 2011. године започела изградња истоименог стамбено-пословног насеља, за око 13.000 становника.
Према грађевинским плановима градских власти о изградњи саобраћајне и канализационе мреже, станова, обданишта, као и реконструкције путева, школа и домова здравља, потез од Славије до Трошарине би у народном периоду требало да буде једно од највећих градилишта у Београду. Предвиђена је и изградња великог трговинско-пословног центра на пет хектара између улица Војводе Степе и Барањске. Центар под називом „Трошарина“ требало би да се простире на око 70.000 m². на три подземна нивоа и око 38.000 m² за гараже, са енергетски ефикасним термотехничким системом.

## Саобраћај
Простор служи као полазна тачка за неколико аутобуских линија ГСП-а: сезонска линија 400 (Вождовац—врх Авале). , 401 (Вождовац—Пиносава), 402 (Вождовац—Бели Поток), 403 (Вождовац—Зуце), 405 (Вождовац—Глумчево брдо), 407 (Вождовац-Бела Река), 408 (Вождовац—Раља/друмине) и 503 (Вождовац—Ресник/Железничка станица)